# Murgh tikka
Murgh tikka (Også kendt som Kylling tikka og kaldes på engelsk for Chicken tikka) er en indisk ret. Den består som regel af benfrie kyllingestykker marineret i krydderi og yoghurt, og bagt i en tandoor.

## Links
- Opskrift på matmons.net Arkiveret 11. december 2007 hos  Wayback Machine